# Benoit (plaats)
Benoit is een plaats (town) in de Amerikaanse staat Mississippi, en valt bestuurlijk gezien onder Bolivar County.

## Demografie
Bij de volkstelling in 2000 werd het aantal inwoners vastgesteld op 611.
In 2006 is het aantal inwoners door het United States Census Bureau geschat op 578, een daling van 33 (-5,4%).

## Geografie
Volgens het United States Census Bureau beslaat de plaats een oppervlakte van
2,5 km², geheel bestaande uit land. Benoit ligt op ongeveer 37 m boven zeeniveau.

## Geboren
- Archie Moore (1916-1998), bokser
- Edward Taylor (1923-1985), bluesgitarist en -zanger

## Plaatsen in de nabije omgeving
De onderstaande figuur toont nabijgelegen plaatsen in een straal van 24 km rond Benoit.